# Luiso Berdejo
Luis Berdejo Arribas, més conegut com a Luiso Berdejo (Sant Sebastià, 1975) és un guionista i director de cinema basc. Va estudiar cinematografia a l'ECAM de Madrid.

## Carrera
Va començar escrivint i dirigint curtmetratges. El 2001 debutà amb ... ya no puede caminar, que va guanyar el premi al millor curtmetratge al Festival Almería en Corto al Barcelona Curt Ficcions, a l'Espoo Ciné International Film Festival i una menció especial al Festival de Cinema Internacional d'Ourense. El 2006 dirigí La guerra, que fou novament premiat al Festival d'Almeria i va guanyar el segon premi i el premi al millor guió al Festival de Cinema de l'Alfàs del Pi. alhora que fou nominat al Goya al millor curtmetratge de ficció. El seu següent curt, For(r)est in the Des(s)ert (2006) va guanyar el premi Ciutat d'Alcalà al Festival de Cinema d'Alcalá de Henares. i el premi al millor curtmetratge al Festival Internacional de Cinema Fantàstic de Catalunya.
L'èxit assolit li va permetre el 2008 dirigir a Hollywood el seu primer llargmetratge, The New Daughter, protagonitzat per Kevin Costner i Ivana Baquero. El 2013 va fer el guió de REC 3: Gènesi, que fou nominada al Gaudí a la millor pel·lícula en llengua no catalana. El mateix any dirigí Violet que fou nominada al Zabaltegi del Festival Internacional de Cinema de Sant Sebastià i al Premi Noves Visions del Festival de Sitges. Posteriorment ha treballat com a guionista de La trinchera infinita (2019), pel que fou nominat al Goya al millor guió original i al Premi Feroz al millor guió i va guanyar el premi del jurat al millor guió al Festival Internacional de Cinema de Sant Sebastià 2019. Posteriorment ha treballat en l'adaptació en guió de les novel·les de l'anomenada "Trilogia del Baztan'" de Dolores Redondo per a Atresmedia i la plataforma Netflix: El guardián invisible (estrenada el 2017), Legado en los huesos (estrenada el 2019) i Ofrenda a la tormenta (estrena prevista el 2020).

## Filmografia
Com a director i guionista
- ... ya no puede caminar (curtmetratge, 2001)
- Diminutos de calvario (curtmetratge, 2002)
- La guerra (curtmetratge, 2005)
- For(r)est in the Des(s)ert (curtmetratge, 2006)
- Limoncello (curtmetratge, 2007)
- The New Daughter (2009)
- Violet (2013)
- Kalebegiak (pel·lícula col·lectiva, 2013)

com a guionista
- REC (2007)
- Quarantine (2008)
- REC 3: Gènesi (2012)
- Tres 60 (2013)
- El guardián invisible (2017)
- La trinchera infinita (2019)
- Legado en los huesos (2019)